# Sabethes chloropterus
Sabethes chloropterus är en tvåvingeart som först beskrevs av Alexander von Humboldt 1819.  Sabethes chloropterus ingår i släktet Sabethes och familjen stickmyggor. Inga underarter finns listade i Catalogue of Life.